# 塔島阿富鰕虎魚
塔島阿富鰕虎魚，为輻鰭魚綱鱸形目虾虎鱼亚目鰕虎鱼科的其中一種，分布於澳洲東南方海岸，為特有種，本魚體白褐色或灰色，有不規則的褐色斑紋;3-5個深褐色的鞍狀斑橫過背部，體長可達11公分，棲息於半鹹淡河口與沿岸湖泊的安靜水域;也出現淡水溪流的下游中，通常成小群集游動。